# Cepeda la Mora
Cepeda la Mora is een gemeente in de Spaanse provincie Ávila in de regio Castilië en León met een oppervlakte van 31,40 km². Cepeda la Mora telt 82 inwoners (1 januari 2016).

## Demografische ontwikkeling
Bron: INE, 1857-2015: volkstellingen